# Радиолокационный ответчик
Радиолокационный ответчик — приёмопередающее устройство в системе радиолокации с активным ответом, излучающее свой ответный сигнал синхронно с принятым сигналом РЛС, обычно, в ответном сигнале передаётся какая-либо дополнительная информация. Ответные сигналы воспроизводятся на экране РЛС, позволяя определить местоположение и принадлежность маяка. Переизлучение может производиться на частоте приёма или на другой частоте.

## Назначение ответчиков

### Локализация объекта
В некоторых случаях достаточно точно определить местоположение объекта с помощью радиолокации с пассивным ответом затруднительно по разным причинам (малы его геометрические размеры, невозможно использовать в РЛС передатчик достаточно большой мощности или достаточно остронаправленную антенну, невозможно выделить нужный объект в ряду других объектов, наличие сильных помех и т. д.), это приводит к необходимости использовать активный отражатель — ответчик, заведомо установленный на отслеживаемой цели. В других случаях, когда ответчик используется для передачи информации в системах вторичной радиолокации, активный ответ также повышает точность определения местоположения. 

### Идентификация объекта
Сигнал, излучаемый ответчиком, может представлять собой кодовую посылку для идентификации. Идентификация может быть как уникальной для каждого объекта, так и определять принадлежность к определённой группе, это используется, обычно, для государственного опознавания (по принципу «свой-чужой»).

### Передача информации об объекте
Ответный сигнал может содержать в закодированном виде разнообразную информацию, поступающую на ответчик с различных технических систем и устройств объекта, а также, задаваемую вручную оператором на объекте.

## Виды ответчиков
- Самолётные ответчики
  - Ответчики управления воздушным движением — передача полётной информации, уникальная идентификация ЛА
  - Самолётные ответчики государственного опознавания — идентификация по принципу «свой-чужой», передача дополнительной информации
- Морские ответчики
  - Корабельные ответчики государственного опознавания[1] — идентификация по принципу «свой-чужой»
  - Аварийно-спасательные ответчики — локализация объекта, осн. статья Радиолокационный спасательный ответчик
- Ответчики на ракетах
  - Ответчики геофизических и метеорологических ракет[2] — локализация объекта
  - Ответчики боевых ракет — локализация объекта
- Активные отражатели радиодальномеров, функционально, также являются радиолокационными ответчиками